# Corti di Craig
I corti di Craig sono trasmessi negli Stati Uniti, da Cartoon Network, dal 22 novembre 2019. 
In Italia sono inediti.
| nº | Titolo originale                       | Prima TV USA     |
| -- | -------------------------------------- | ---------------- |
| 1  | Craig of the Car                       | 22 novembre 2019 |
| 2  | How Was Your Day?                      | 22 novembre 2019 |
| 3  | The Williams Family Opening Theme Song | 22 novembre 2019 |
| 4  | How to Map the Creek                   | 29 novembre 2019 |
| 5  | Creek Kid Rap                          | 13 dicembre 2019 |